# Nycteris gambiensis
Nycteris gambiensis је врста сисара из реда слепих мишева и породице Nycteridae. 

## Распрострањење
Врста има станиште у Бенину, Буркини Фасо, Гани, Гвинеји Бисао, Камеруну, Малију, Мауританији, Нигеру, Нигерији, Обали Слоноваче, Сенегалу, Сијера Леонеу и Тогу.

## Станиште
Врста Nycteris gambiensis има станиште на копну.

## Угроженост
Ова врста није угрожена, и наведена је као последња брига јер има широко распрострањење.

### Популациони тренд
Популациони тренд је за ову врсту непознат.